# John Magufuli

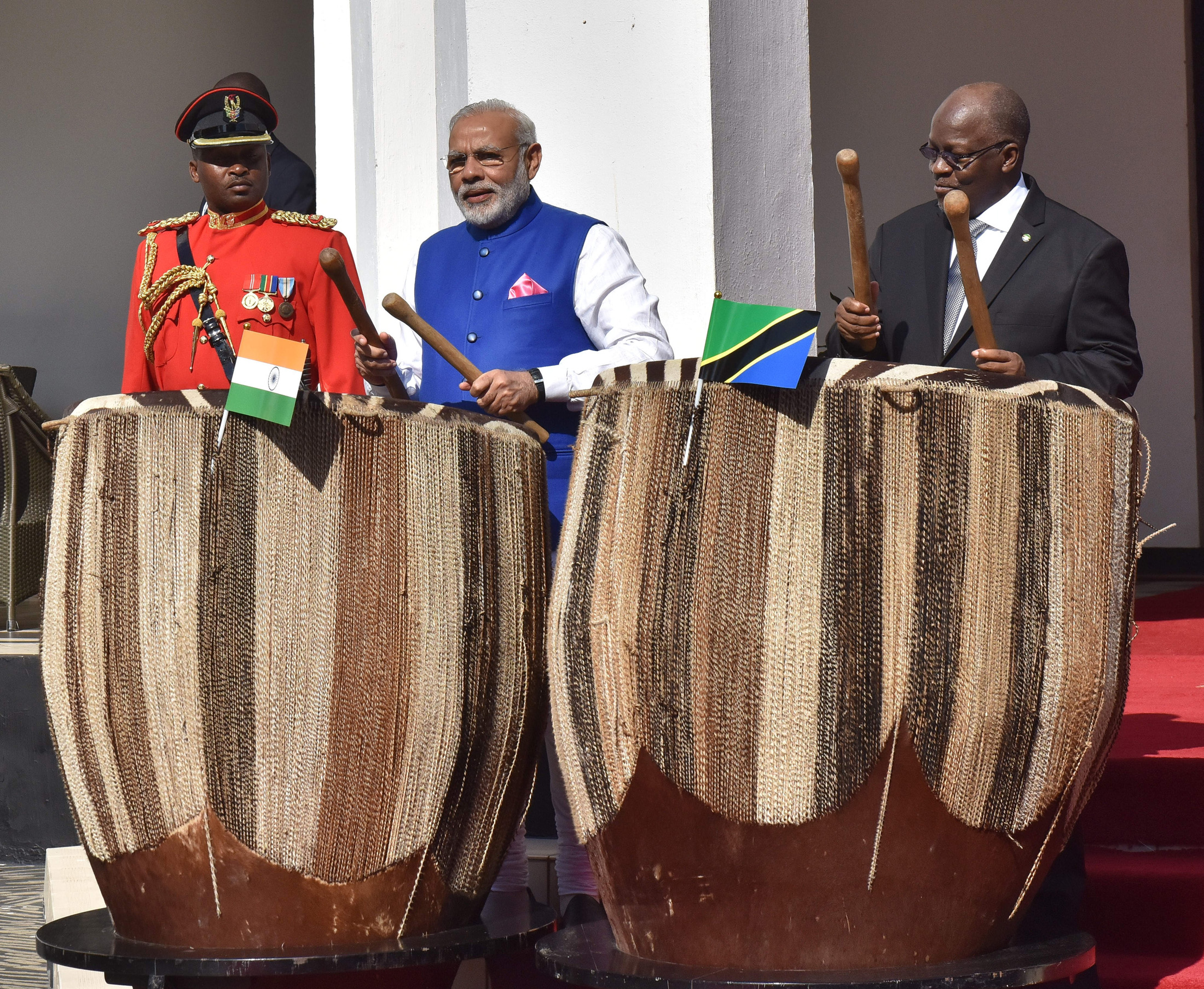
John Magufuli z premierem Indii Narendrą Modim w Dar es Salaam (2016)

John Pombe Joseph Magufuli (ur. 29 października 1959 w Chato, zm. 17 marca 2021 w Dar es Salaam) – tanzański polityk, prezydent Tanzanii w latach 2015–2021.

## Życiorys
Od 1995 zasiadał w tanzańskim parlamencie z ramienia Partii Rewolucji. Sprawował urząd wiceministra robót, transportu i komunikacji od 1995 do 2000 a następnie ministra robót, transportu i komunikacji w latach 2000–2006 i 2010–2015. W międzyczasie zajmował także stanowiska ministra gruntów i rozmieszczenia ludności w latach 2006–2008 oraz ministra hodowli i rybołówstwa w latach 2008–2010.
25 października 2015 zwyciężył w pierwszej turze wyborów prezydenckich w Tanzanii, uzyskując 58,46% głosów. Urząd objął 5 listopada 2015, zastępując prezydenta Jakaya Kikwete.